# Chip Ganassi Racing
La Chip Ganassi Racing è una scuderia automobilistica statunitense, di proprietà dell'ex pilota Chip Ganassi, la cui sede si trova negli USA, ad Indianapolis, capitale dello Stato dell'Indiana.
Il team Ganassi compete nei campionati nordamericani IndyCar Series e NASCAR, ma in passato gareggiava nel vecchio campionato CART (successivamente diventato Champ Car), dove ha vinto quattro titoli.
Questi risultati l'hanno resa la terza scuderia più titolata di quella categoria, dietro solo ai team Penske e Newman-Haas.

## Origini
La scuderia venne fondata nel 1990 da Floyd Ganassi Jr., detto Chip, il quale era stato un discreto pilota di Formula Indy, ma, in seguito ad un incidente, non poté più competere a livelli agonistici e decise di diventare un team manager.
Subito trovò un accordo commerciale con l'azienda Target, che finanziò il progetto di Ganassi, ossia dare vita ad una nuova scuderia di Formula Indy.
La partnership è durata fino al 2016, e si è rivelata azzeccata, visto che la squadra ha vinto quattro campionati di Formula CART e 11 campionati nella IndyCar Series.
Inoltre il team Ganassi è stata la prima scuderia a vincere quattro titoli consecutivi nel campionato CART.

## Primi campionati
Il debutto avviene nell'allora campionato CART.

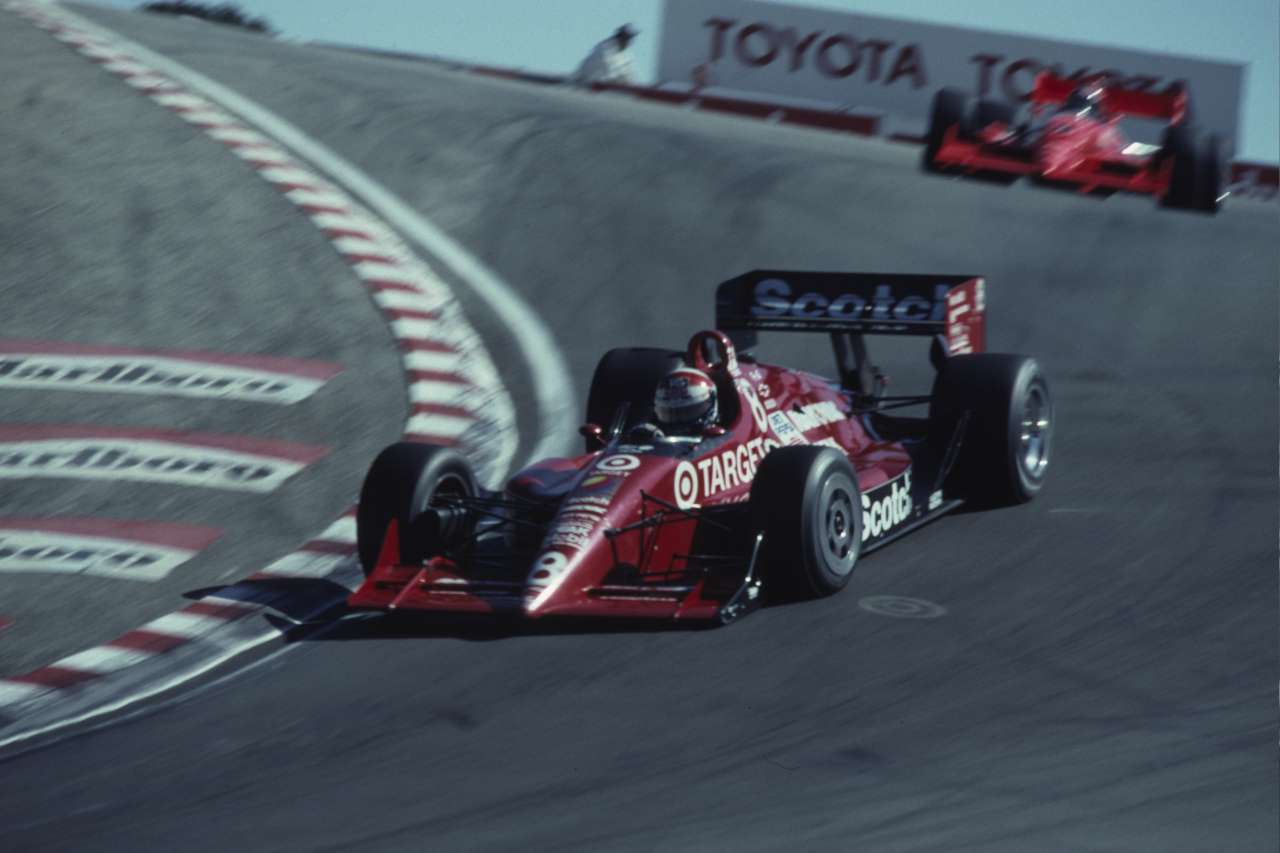
Eddie Cheever, nel 1991, alla guida della Lola Chevrolet del Team Ganassi nella caratteristica curva del cavatappi, sul circuito di Laguna Seca

Inizialmente la scuderia corre con una sola vettura, e nel campionato del 1990 e 1991 viene scelto come pilota Eddie Cheever, che nel 1992 viene affiancato da Arie Luyendyk, il quale gareggia col team fino al 1993.
Nel 1990 il team utilizza telai Penske e Lola, con motore Chevrolet, affidati a Cheever, che si classifica nono in campionato, e ottiene come miglior risultato due terzi posti, uno a Detroit e uno a Toronto, non parte mai in pole position, e al massimo scatta dal quinto posto in griglia di partenza (Detroit). Nel '91 la squadra passa definitivamente ai telai Lola, e Cheever ottiene più punti dell'anno prima, cioè 91 anziché 80, ma sale solo una volta sul podio (terzo a Long Beach, miglior risultato in gara), non parte in pole ma al massimo secondo a Surfers Paradise e conclude il campionato nuovamente nono.
Ma nel '92 si verifica un peggioramento dei risultati, infatti Cheever chiude decimo in campionato con un solo podio (secondo a Phoenix) e nessuna pole. Si alternano alla guida anche Robby Gordon e Didier Theys, rispettivamente ventesimo e quarantesimo, e Luyendyk (quarantunesimo). Questi ultimi due non ottengono nemmeno punti. Da segnalare l'adozione del nuovo motore Ford.
Nel '93 Luyendyk guida da solo, e la squadra conquista il miglior piazzamento in campionato di sempre fino ad allora; infatti il pilota olandese chiude ottavo in campionato, sale tre volte sul podio (2° ad Indianapolis, 3° a Vancouver e a Laguna Seca), e ottiene la prima pole position del team (Indianapolis).
Nel 1994 la squadra viene rinnovata completamente, coi due ex piloti di Formula Uno, Michael Andretti e Maurício Gugelmin, e con l'utilizzo del nuovo telaio Reynard. 
Questi cambiamenti si rivelano essere indovinati, visto che le performance del team crescono enormemente.
Michael Andretti arriva quarto nel campionato, che sarebbe andato al team di Chip Ganassi, se non avesse corso la scuderia Penske, dato che i primi tre posti sono occupati dai piloti della squadra appena citata.
Michael inizia bene la stagione, vincendo la gara inaugurale (Surfers Paradise), e regala al team la prima affermazione della sua storia.
Tuttavia incidenti e problemi di affidabilità non gli consentono di aggiudicarsi il titolo, anche se in totale ottiene tre podi, visto che vince anche a Toronto e chiude terzo a Vancouver, ma non parte mai in pole.
Come non parte mai in pole nemmeno Gugelmin, che arriva sedicesimo in campionato, e in gara non fa meglio del quinto posto di Vancouver.
Nel 1995, con Bryan Herta e Jimmy Vasser, la squadra cambia nuovamente piloti, ma sprofonda nella classifica del campionato.
Herta si piazza ventesimo senza vincere nessuna gara, ma almeno riporta il team in pole positon (Phoenix), e sale comunque sul podio col secondo posto di Cleveland (miglior risultato stagionale).
Mike Groff guida solo ad Indianapolis, ma fallisce in qualifica, facendo registrare un tempo cronometrato troppo elevato per partecipare alla corsa.
Vasser è ottavo al termine della stagione, e conquista quattro podi (fino ad allora nessun pilota del team era mai stato capace di ottenerne tanti), ma non guadagna pole.

## I quattro titoli

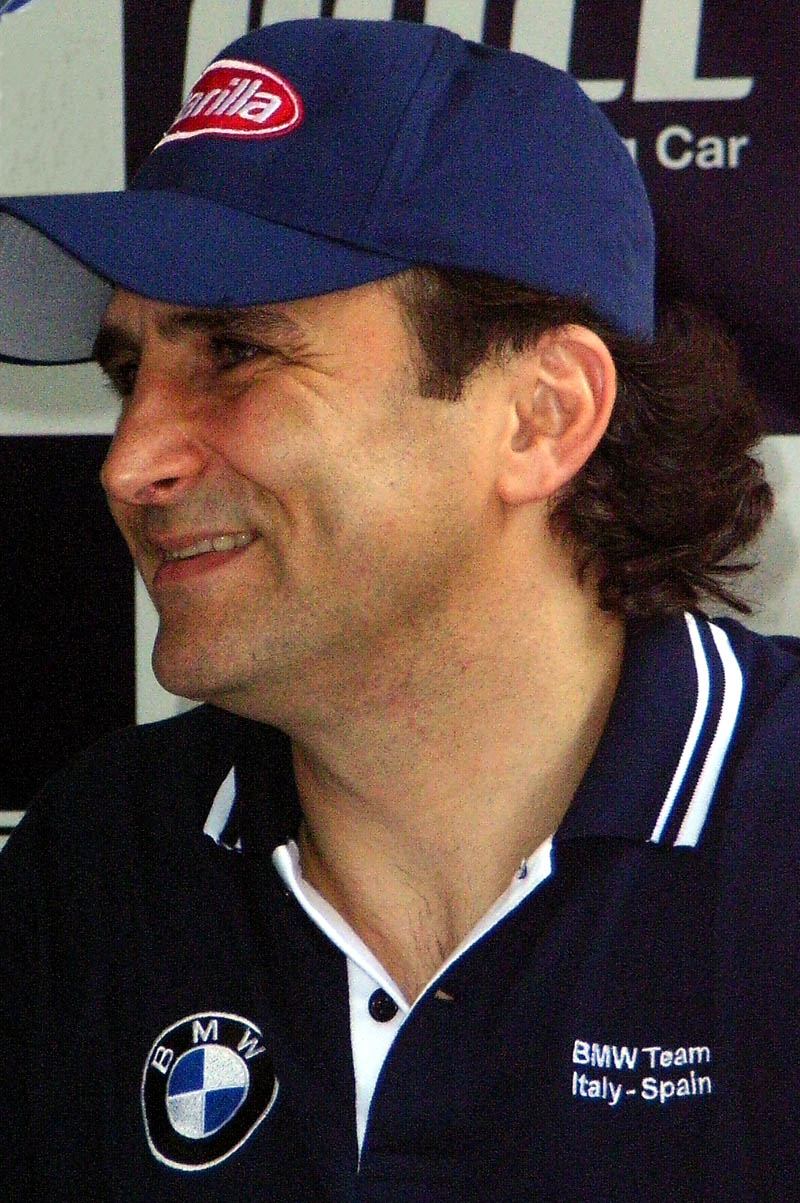
Alex Zanardi, il più vincente e rappresentativo dei piloti che hanno corso nel team Ganassi, col quale si è aggiudicato due campionati CART nel 1997 e 1998

Nel 1996 inizia un lungo ciclo di successi per la scuderia di Chip Ganassi, la quale spezza il monopolio delle varie Penske, Newman-Haas e Green. Vasser regala alla squadra il primo titolo e viene affiancato da Alessandro Zanardi.
Jimmy vince quattro gare e l'emiliano se ne aggiudica tre, facendo del team Ganassi la squadra più vittoriosa dell'anno con sette affermazioni su sedici gare.
Lo stesso vale per le pole, dieci in tutto di cui sei di Zanardi (più di ogni altro pilota quell'anno), e quattro di Vasser. Il merito è anche del motore, infatti la squadra aveva abbandonato i propulsori Ford per montare quelli della Honda.
Inoltre viene ottenuto un altro risultato lusinghiero, ossia Alex Zanardi viene eletto Rookie of the Year, cioè miglior esordiente dell'anno.
Ad ogni modo quest'ultimo titolo viene raggiunto con una certa tranquillità dal pilota italiano, creando buone prospettive per le future stagioni. 
Questa coppia di piloti è molto affiatata, infatti nel 1997 e nel '98 Zanardi vince altri due titoli, e i due guidano assieme fino al 1998.
Nel '97 Alex ottiene il titolo di campione della serie pur non prendendo parte all'ultima gara dell'anno, per problemi in qualifica.
Questo perché è stato in grado di aggiudicarsi più pole positon e vittorie di ogni altro pilota in quella stagione, rispettivamente 4 e 5.
Vasser chiude terzo con una vittoria e zero pole.
Per il secondo anno consecutivo il team Ganassi è quello che ottiene più vittorie e pole position.
Nel '98 la storia si ripete, infatti Zanardi vince nuovamente il campionato, ed entra di diritto nella storia dell'automobilismo americano e non.
Questa volta riesce a guidare in tutte le gare e ne vince addirittura sette, salendo quindici volte sul podio su 19 corse, ma per ironia della sorte non parte mai in pole position.
Va detto che dall'anno seguente Alex non corre mai più per questa squadra, ma grazie alle 15 vittorie complessive è il pilota più vincente che abbia corso per Target Chip Ganassi Racing nella CART, ed anche il più titolato, in quanto nessun pilota di questo team si è mai aggiudicato più di un campionato.
Nel '98 inoltre, Vasser chiude secondo in classifica generale, permettendo al team di vincere anche il titolo di vicecampione della serie, oltre a una doppietta nel campionato.
Vasser aveva vinto tre gare e conquistato due pole.
Dal 1999 al 2000 i piloti sono Vasser e Juan Pablo Montoya. Vasser scende nel '99 dal secondo al nono posto in classifica, e al più ottiene due terzi posti e una pole.
Invece il pilota colombiano dimostra di essere un degno erede di Zanardi, grazie a sette pole e sette vittorie, che gli garantiscono il titolo e permettono al team di realizzare un poker di quattro titoli consecutivi.
Il fatto curioso è che sono anche i primi della squadra nella sua storia, e anche questo è un dato record, perché nel campionato CART o Champ Car che dir si voglia, è stata la prima scuderia a vincere quattro titoli di seguito, e nessuno fino al 2007 ne ha vinti più di quattro di fila.
Ad oggi questo record è condiviso col team Newman-Haas, che si è assicurato quattro titoli consecutivi in Champ Car dal 2004 al 2007.
Tuttavia quello del 1999 è l'ultimo campionato che la squadra vince in CART; infatti nel 2000 Vasser chiude sesto con una vittoria e nessuna pole, mentre Montoya, nonostante tre vittorie e sette pole, arriva nono in campionato.
Ma nonostante queste difficoltà l'annata è buona, perché la squadra torna a partecipare alla 500 Miglia di Indianapolis, che dal 1996 fa parte del nuovo campionato Indy Racing League.
Juan Pablo Montoya regala al team la prima vittoria in questa ambita gara, ed inoltre il team riesce a vincerla alla prima partecipazione dopo cinque anni di assenza.
Nel 2001 si alternano alla guida delle vetture Memo Gidley, Bruno Junqueira e Nicolas Minassian.
Junqueira corre tutte le gare, ne vince una, parte una volta in pole ed arriva sedicesimo in campionato, seguito da Gidley che non fa meglio di due secondi posti su quattordici gare e nessuna pole.
Minassian (come Junqueira) esordisce in quella stagione, e chiude ventisettesimo, senza pole e al massimo con un ottavo posto in gara.
Il 2002 è l'ultimo anno in cui la squadra corre nella CART, e lo fa con Kenny Bräck, Scott Dixon e nuovamente Junqueira.
Junqueira ottiene buoni risultati (2 vittorie e quattro pole) ma non può far nulla contro Cristiano da Matta e la supremazia della sua Newman-Haas, così finisce secondo in campionato.
Bräck arriva sesto con un bottino di una gara vinta e una pole, mentre Dixon chiude sedicesimo, senza far segnare pole position e piazzandosi al massimo secondo in gara.

## IndyCar Series

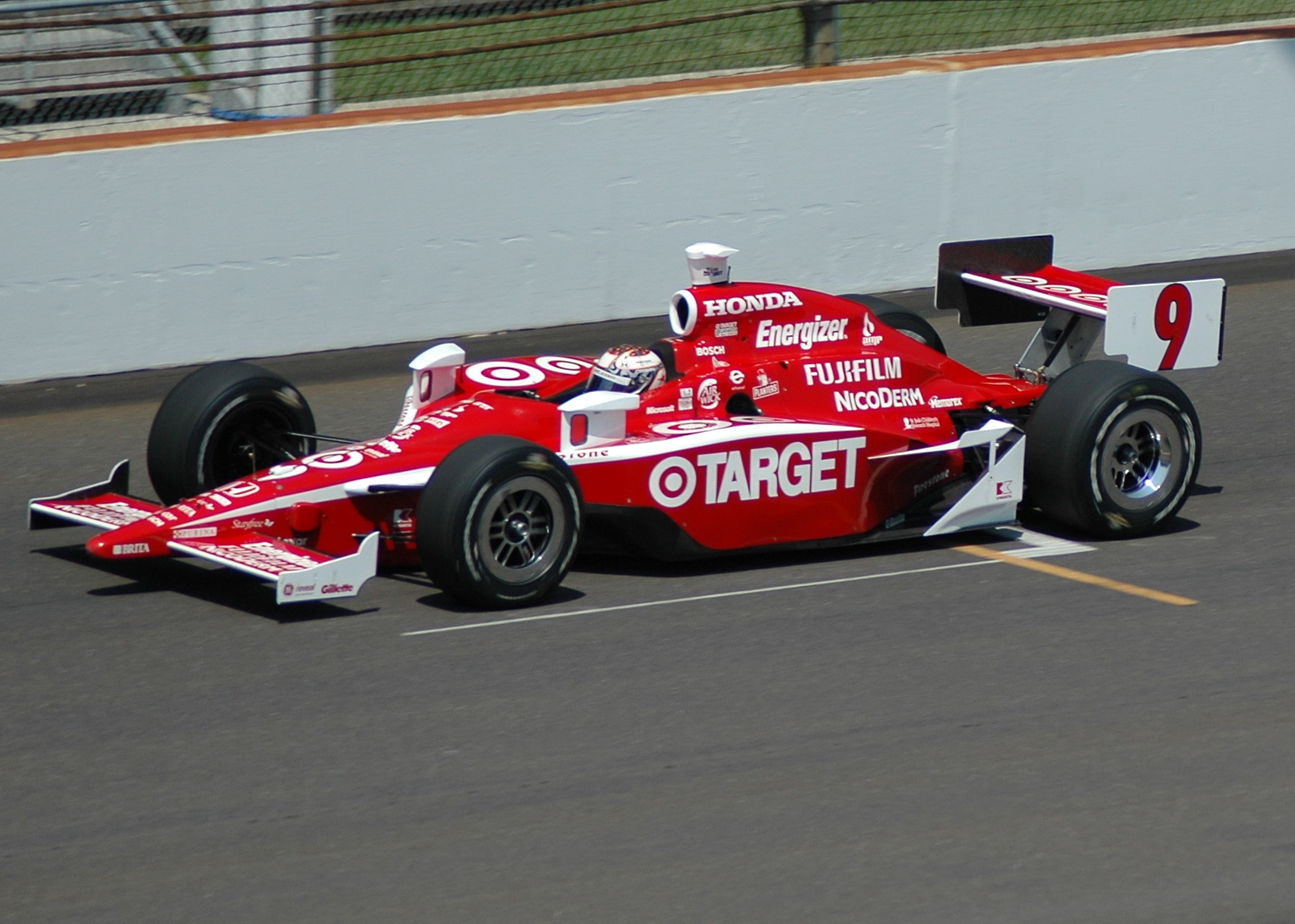
Scott Dixon alla guida della Dallara del team Ganassi ad Indianapolis

Nel 2002 il team decide di cambiare rotta, come la maggior parte delle squadre, e passa dal campionato CART a quello IRL (Indy Racing League, che in seguito ha preso il nome di IndyCar Series), anche perché in questo modo può correre la 500 Miglia di Indianapolis, tra le più famose e ambite gare al mondo.
Immediatamente il team Ganassi si dimostra competitivo, infatti grazie al pilota Scott Dixon vince il titolo al suo secondo anno nella nuova categoria.
Scott Dixon si ripete nel 2008 vincendo per la seconda volta il titolo IndyCar.
Con il 2009 arriva Dario Franchitti che conquisterà tre titoli IndyCar (2009, 2010, 2011) e due volte la 500 Miglia di Indianapolis (2010, 2012). Nel 2012 Ganassi conquista una doppietta a Indianapolis con Dixon secondo dietro Franchitti.
Nella Grand-Am il team conquista quattro campionati in cinque anni grazie alla formidabile coppia Pruett-Rojas e tre 24 Ore di Daytona, in cui schiera al via anche Montoya.

### Indy NXT
Per la stagione 2025 il team decide di entrare anche nel campionato Indy NXT, serie propedeutica della IndyCar.

## Risultati

### Campionato sportprototipi IMSA
| Anno | Classe    | Vettura                | Pilota               | 1      | 2     | 3     | 4     | 5      | 6     | 7     | 8      | 9     | 10    | 11    | PP  | Punti | PC  | Punti |
| ---- | --------- | ---------------------- | -------------------- | ------ | ----- | ----- | ----- | ------ | ----- | ----- | ------ | ----- | ----- | ----- | --- | ----- | --- | ----- |
| 2014 | Prototype | Ford EcoBoost Riley DP | Scott Pruett         | DAY 11 | SEB 1 | LBH 1 | LGA 3 | BEL 11 | WGL 8 | MOS 9 | IMS 2  | ELK 7 | AUS 1 | ATL 3 | 4º  | 317   | 4º  | 317   |
| 2014 | Prototype | Ford EcoBoost Riley DP | Memo Rojas           | DAY 11 | SEB 1 | LBH 1 | LGA 3 | BEL 11 | WGL 8 | MOS 9 | IMS 2† | ELK 7 | AUS 1 | ATL 3 | 6º  | 285   | 4º  | 317   |
| 2014 | Prototype | Ford EcoBoost Riley DP | Sage Karam           | DAY 11 | SEB 6 | LBH   | LGA   | BEL    | WGL 8 | MOS   | IMS 2  | ELK   | AUS   | ATL   | 23º | 104   | 4º  | 317   |
| 2014 | Prototype | Ford EcoBoost Riley DP | Jamie McMurray       | DAY 11 | SEB   | LBH   | LGA   | BEL    | WGL   | MOS   | IMS    | ELK   | AUS   | ATL   | 49º | 21    | 4º  | 317   |
| 2014 | Prototype | Ford EcoBoost Riley DP | Scott Dixon          | DAY 8  | SEB 6 | LBH   | LGA   | BEL    | WGL   | MOS   | IMS    | ELK   | AUS   | ATL 3 | 26º | 81    | 4º  | 317   |
| 2014 | Prototype | Ford EcoBoost Riley DP | Marino Franchitti    | DAY 8  | SEB 1 | LBH   | LGA   | BEL    | WGL   | MOS   | IMS    | ELK   | AUS   | ATL   | 29º | 60    | 4º  | 317   |
| 2014 | Prototype | Ford EcoBoost Riley DP | Tony Kanaan          | DAY 8  | SEB 6 | LBH   | LGA   | BEL    | WGL   | MOS   | IMS    | ELK   | AUS   | ATL   | 34º | 50    | 4º  | 317   |
| 2014 | Prototype | Ford EcoBoost Riley DP | Kyle Larson          | DAY 8  | SEB   | LBH   | LGA   | BEL    | WGL   | MOS   | IMS    | ELK   | AUS   | ATL   | 46º | 24    | 4º  | 317   |
| 2015 | Prototype | Ford EcoBoost Riley DP | Joey Hand            | DAY 6  | SEB 4 | LBH 2 | LGA 7 | BEL 4  | WGL 2 | MOS 6 | ELK 3  | AUS 1 | ATL 2 |       | 4º  | 301   | 4º  | 301   |
| 2015 | Prototype | Ford EcoBoost Riley DP | Scott Pruett         | DAY 6  | SEB 4 | LBH 2 | LGA 7 | BEL 4  | WGL 2 | MOS 6 | ELK 3  | AUS 1 | ATL 2 |       | 4º  | 301   | 4º  | 301   |
| 2015 | Prototype | Ford EcoBoost Riley DP | Charlie Kimball      | DAY 6  | SEB   | LBH   | LGA   | BEL    | WGL   | MOS   | ELK    | AUS   | ATL   |       | 27º | 26    | 4º  | 301   |
| 2015 | Prototype | Ford EcoBoost Riley DP | Sage Karam           | DAY 6  | SEB   | LBH   | LGA   | BEL    | WGL   | MOS   | ELK    | AUS   | ATL   |       | 27º | 26    | 4º  | 301   |
| 2015 | Prototype | Ford EcoBoost Riley DP | Scott Dixon          | DAY 1  | SEB 4 | LBH   | LGA   | BEL    | WGL   | MOS   | ELK    | AUS   | ATL 2 |       | 13º | 98    | 14° | 36    |
| 2015 | Prototype | Ford EcoBoost Riley DP | Kyle Larson          | DAY 1  | SEB   | LBH   | LGA   | BEL    | WGL   | MOS   | ELK    | AUS   | ATL   |       | 23º | 36    | 14° | 36    |
| 2015 | Prototype | Ford EcoBoost Riley DP | Tony Kanaan          | DAY 1  | SEB   | LBH   | LGA   | BEL    | WGL   | MOS   | ELK    | AUS   | ATL   |       | 23º | 36    | 14° | 36    |
| 2015 | Prototype | Ford EcoBoost Riley DP | Jamie McMurray       | DAY 1  | SEB   | LBH   | LGA   | BEL    | WGL   | MOS   | ELK    | AUS   | ATL   |       | 23º | 36    | 14° | 36    |
| 2016 | Prototype | Ford EcoBoost Riley DP | Brendon Hartley      | DAY 5  | SEB   | LBH   | LGA   | BEL    | WGL   | MOS   | ELK    | AUS   | ATL   |       | 27º | 27    | 12º | 27    |
| 2016 | Prototype | Ford EcoBoost Riley DP | Alexander Wurz       | DAY 5  | SEB   | LBH   | LGA   | BEL    | WGL   | MOS   | ELK    | AUS   | ATL   |       | 27º | 27    | 12º | 27    |
| 2016 | Prototype | Ford EcoBoost Riley DP | Andy Priaulx         | DAY 5  | SEB   | LBH   | LGA   | BEL    | WGL   | MOS   | ELK    | AUS   | ATL   |       | 27º | 27    | 12º | 27    |
| 2016 | Prototype | Ford EcoBoost Riley DP | Lance Stroll         | DAY 5  | SEB   | LBH   | LGA   | BEL    | WGL   | MOS   | ELK    | AUS   | ATL   |       | 27º | 27    | 12º | 27    |
| 2016 | Prototype | Ford EcoBoost Riley DP | Scott Dixon          | DAY 7  | SEB   | LBH   | LGA   | BEL    | WGL   | MOS   | ELK    | AUS   | ATL   |       | 29º | 25    | 13º | 25    |
| 2016 | Prototype | Ford EcoBoost Riley DP | Kyle Larson          | DAY 7  | SEB   | LBH   | LGA   | BEL    | WGL   | MOS   | ELK    | AUS   | ATL   |       | 29º | 25    | 13º | 25    |
| 2016 | Prototype | Ford EcoBoost Riley DP | Tony Kanaan          | DAY 7  | SEB   | LBH   | LGA   | BEL    | WGL   | MOS   | ELK    | AUS   | ATL   |       | 29º | 25    | 13º | 25    |
| 2016 | Prototype | Ford EcoBoost Riley DP | Jamie McMurray       | DAY 7  | SEB   | LBH   | LGA   | BEL    | WGL   | MOS   | ELK    | AUS   | ATL   |       | 29º | 25    | 13º | 25    |
| 2016 | GTLM      | Ford GT                | Ryan Briscoe         | DAY 9  | SEB 5 | LBH 4 | LGA 1 | BEL 1  | WGL 1 | MOS 3 | LIM 2  | ELK 4 | AUS 9 | ATL 7 | 2º  | 328   | 2º  | 328   |
| 2016 | GTLM      | Ford GT                | Richard Westbrook    | DAY 9  | SEB 5 | LBH 4 | LGA 1 | BEL 1  | WGL 1 | MOS 3 | LIM 2  | ELK 4 | AUS 9 | ATL 7 | 2º  | 328   | 2º  | 328   |
| 2016 | GTLM      | Ford GT                | Stefan Mücke         | DAY 9  | SEB   | LBH   | LGA   | BEL    | WGL   | MOS   | LIM    | ELK   | AUS   | ATL   | 27º | 23    | 2º  | 328   |
| 2016 | GTLM      | Ford GT                | Scott Dixon          | DAY    | SEB 5 | LBH   | LGA   | BEL    | WGL   | MOS   | LIM    | ELK   | AUS   | ATL 7 | 21º | 52    | 2º  | 328   |
| 2016 | GTLM      | Ford GT                | Dirk Müller          | DAY 7  | SEB 8 | LBH 8 | LGA 6 | BEL 2  | WGL 5 | MOS 5 | LIM 9  | ELK 2 | AUS 6 | ATL 2 | 6º  | 301   | 6º  | 301   |
| 2016 | GTLM      | Ford GT                | Joey Hand            | DAY 7  | SEB 8 | LBH 8 | LGA 6 | BEL 2  | WGL 5 | MOS 5 | LIM 9  | ELK 2 | AUS 6 | ATL 2 | 6º  | 301   | 6º  | 301   |
| 2016 | GTLM      | Ford GT                | Sébastien Bourdais   | DAY 7  | SEB 8 | LBH   | LGA   | BEL    | WGL   | MOS   | LIM    | ELK   | AUS   | ATL 2 | 15º | 82    | 6º  | 301   |
| 2017 | GTLM      | Ford GT                | Ryan Briscoe         | DAY 10 | SEB 4 | LBH 2 | AUS 6 | WGL 2  | MOS 3 | LIM 5 | ELK 3  | VIR 2 | LGA 5 | ATL 8 | 4º  | 306   | 4º  | 306   |
| 2017 | GTLM      | Ford GT                | Richard Westbrook    | DAY 10 | SEB 4 | LBH 2 | AUS 6 | WGL 2  | MOS 3 | LIM 5 | ELK 3  | VIR 2 | LGA 5 | ATL 8 | 4º  | 306   | 4º  | 306   |
| 2017 | GTLM      | Ford GT                | Scott Dixon          | DAY 10 | SEB 4 | LBH   | AUS   | WGL    | MOS   | LIM   | ELK    | VIR   | LGA   | ATL 8 | 15º | 73    | 4º  | 306   |
| 2017 | GTLM      | Ford GT                | Dirk Müller          | DAY 1  | SEB 2 | LBH 8 | AUS 5 | WGL 4  | MOS 5 | LIM 7 | ELK 1  | VIR 5 | LGA 6 | ATL 7 | 3°  | 306   | 3°  | 306   |
| 2017 | GTLM      | Ford GT                | Joey Hand            | DAY 1  | SEB 2 | LBH 8 | AUS 5 | WGL 4  | MOS 5 | LIM 7 | ELK 1  | VIR 5 | LGA 6 | ATL 7 | 3°  | 306   | 3°  | 306   |
| 2017 | GTLM      | Ford GT                | Sébastien Bourdais   | DAY 1  | SEB 2 | LBH   | AUS   | WGL    | MOS   | LIM   | ELK    | VIR   | LGA   | ATL 7 | 12° | 91    | 3°  | 306   |
| 2017 | GTLM      | Ford GT                | Stefan Mücke         | DAY 7  | SEB 5 | LBH   | AUS   | WGL    | MOS   | LIM   | ELK    | VIR   | LGA   | ATL   | 20° | 50    | 10° | 50    |
| 2017 | GTLM      | Ford GT                | Olivier Pla          | DAY 7  | SEB 5 | LBH   | AUS   | WGL    | MOS   | LIM   | ELK    | VIR   | LGA   | ATL   | 20° | 50    | 10° | 50    |
| 2017 | GTLM      | Ford GT                | Billy Johnson        | DAY 7  | SEB 5 | LBH   | AUS   | WGL    | MOS   | LIM   | ELK    | VIR   | LGA   | ATL   | 20° | 50    | 10° | 50    |
| 2017 | GTLM      | Ford GT                | Harry Tincknell      | DAY 5  | SEB   | LBH   | AUS   | WGL    | MOS   | LIM   | ELK    | VIR   | LGA   | ATL   | 23° | 26    | 11° | 26    |
| 2017 | GTLM      | Ford GT                | Andy Priaulx         | DAY 5  | SEB   | LBH   | AUS   | WGL    | MOS   | LIM   | ELK    | VIR   | LGA   | ATL   | 23° | 26    | 11° | 26    |
| 2017 | GTLM      | Ford GT                | Tony Kanaan          | DAY 5  | SEB   | LBH   | AUS   | WGL    | MOS   | LIM   | ELK    | VIR   | LGA   | ATL   | 23° | 26    | 11° | 26    |
| 2018 | GTLM      | Ford GT                | Ryan Briscoe         | DAY 1  | SEB 4 | LBH 2 | MOH 5 | WGL 6  | MOS 1 | LIM 6 | ELK 1  | VIR 7 | LGA 6 | ATL 5 | 2°  | 316   | 2°  | 316   |
| 2018 | GTLM      | Ford GT                | Richard Westbrook    | DAY 1  | SEB 4 | LBH 2 | MOH 5 | WGL 6  | MOS 1 | LIM 6 | ELK 1  | VIR 7 | LGA 6 | ATL 5 | 2°  | 316   | 2°  | 316   |
| 2018 | GTLM      | Ford GT                | Scott Dixon          | DAY 1  | SEB 4 | LBH   | MOH   | WGL    | MOS   | LIM   | ELK    | VIR   | LGA   | ATL 5 | 11° | 89    | 2°  | 316   |
| 2018 | GTLM      | Ford GT                | Dirk Müller          | DAY 2  | SEB 9 | LBH 3 | MOH 4 | WGL 1  | MOS 5 | LIM 1 | ELK 7  | VIR 4 | LGA 7 | ATL 7 | 4°  | 308   | 4°  | 308   |
| 2018 | GTLM      | Ford GT                | Joey Hand            | DAY 2  | SEB 9 | LBH 3 | MOH 4 | WGL 1  | MOS 5 | LIM 1 | ELK 7  | VIR 4 | LGA 7 | ATL 7 | 4°  | 308   | 4°  | 308   |
| 2018 | GTLM      | Ford GT                | Sébastien Bourdais   | DAY 2  | SEB 9 | LBH   | MOH   | WGL    | MOS   | LIM   | ELK    | VIR   | LGA   | ATL 7 | 13° | 78    | 4°  | 308   |
| 2019 | GTLM      | Ford GT                | Ryan Briscoe         | DAY 4  | SEB 6 | LBH 6 | MOH 5 | WGL 3  | MOS 5 | LIM 1 | ELK 1  | VIR 5 | LGA 3 | ATL 2 | 4°  | 313   | 4°  | 313   |
| 2019 | GTLM      | Ford GT                | Richard Westbrook    | DAY 4  | SEB 6 | LBH 6 | MOH 5 | WGL 3  | MOS 5 | LIM 1 | ELK 1  | VIR 5 | LGA 3 | ATL 2 | 4°  | 313   | 4°  | 313   |
| 2019 | GTLM      | Ford GT                | Scott Dixon          | DAY 4  | SEB 6 | LBH   | MOH   | WGL    | MOS   | LIM   | ELK    | VIR   | LGA   | ATL 2 | 17° | 85    | 4°  | 313   |
| 2019 | GTLM      | Ford GT                | Dirk Müller          | DAY 7  | SEB 2 | LBH 4 | MOH 7 | WGL 4  | MOS 6 | LIM 3 | ELK 2  | VIR 6 | LGA 1 | ATL 8 | 5°  | 306   | 5°  | 306   |
| 2019 | GTLM      | Ford GT                | Joey Hand            | DAY 7  | SEB 2 | LBH   | MOH   | WGL    | MOS 6 | LIM 3 | ELK 2  | VIR 6 | LGA 1 | ATL 8 | 10° | 254   | 5°  | 306   |
| 2019 | GTLM      | Ford GT                | Sebastien Bourdais   | DAY 7  | SEB 2 | LBH 4 | MOH 7 | WGL    | MOS   | LIM   | ELK    | VIR   | LGA   | ATL 8 | 12° | 131   | 5°  | 306   |
| 2021 | DPi       | Cadillac DPi-V.R       | Renger van der Zande | DAY 5  | SEB 5 | MOH 5 | BEL 1 | WGL 6  | WGL 2 | ELK 3 | LGA 2  | LBH 2 | ATL 5 |       | 4°  | 3163  | 4°  | 3163  |
| 2021 | DPi       | Cadillac DPi-V.R       | Kevin Magnussen      | DAY 5  | SEB 5 | MOH 5 | BEL 1 | WGL 6  | WGL 2 | ELK 3 | LGA 2  | LBH 2 | ATL   |       | 7°  | 2879  | 4°  | 3163  |
| 2021 | DPi       | Cadillac DPi-V.R       | Scott Dixon          | DAY 5  | SEB 5 | MOH   | BEL   | WGL    | WGL   | ELK   | LGA    | LBH   | ATL 5 |       | 15° | 858   | 4°  | 3163  |
| 2021 | DPi       | Cadillac DPi-V.R       | Earl Bamber          | DAY    | SEB   | MOH   | BEL   | WGL    | WGL   | ELK   | LGA    | LBH   | ATL 5 |       | 20° | 284   | 4°  | 3163  |
| 2022 | DPi       | Cadillac DPi-V.R       | Sébastien Bourdais   | DAY 7  | SEB 7 | LBH 1 | LGA 6 | MOH 5  | BEL 1 | WGL 3 | MOS 1  | ELK 3 | ATL 4 |       | 3°  | 3220  | 3°  | 3220  |
| 2022 | DPi       | Cadillac DPi-V.R       | Renger van der Zande | DAY 7  | SEB 7 | LBH 1 | LGA 6 | MOH 5  | BEL 1 | WGL 3 | MOS 1  | ELK 3 | ATL 4 |       | 3°  | 3220  | 3°  | 3220  |
| 2022 | DPi       | Cadillac DPi-V.R       | Scott Dixon          | DAY 7  | SEB   | LBH   | LGA   | MOH    | BEL   | WGL   | MOS    | ELK   | ATL 4 |       | 15° | 572   | 3°  | 3220  |
| 2022 | DPi       | Cadillac DPi-V.R       | Álex Palou           | DAY 7  | SEB   | LBH   | LGA   | MOH    | BEL   | WGL   | MOS    | ELK   | ATL   |       | 24° | 266   | 3°  | 3220  |
| 2022 | DPi       | Cadillac DPi-V.R       | Ryan Hunter-Reay     | DAY    | SEB 7 | LBH   | LGA   | MOH    | BEL   | WGL   | MOS    | ELK   | ATL 5 |       | 16° | 567   | 3°  | 3220  |
| 2022 | DPi       | Cadillac DPi-V.R       | Earl Bamber          | DAY 6  | SEB 1 | LBH 2 | LGA 5 | MOH 4  | BEL 3 | WGL 4 | MOS 4  | ELK 2 | ATL 5 |       | 4°  | 3191  | 4°  | 3191  |
| 2022 | DPi       | Cadillac DPi-V.R       | Alex Lynn            | DAY 6  | SEB 1 | LBH 2 | LGA 5 | MOH 4  | BEL 3 | WGL 4 | MOS 4  | ELK 2 | ATL 5 |       | 4°  | 3191  | 4°  | 3191  |
| 2022 | DPi       | Cadillac DPi-V.R       | Kevin Magnussen      | DAY 6  | SEB   | LBH   | LGA   | MOH    | BEL   | WGL   | MOS    | ELK   | ATL   |       | 23° | 275   | 4°  | 3191  |
| 2022 | DPi       | Cadillac DPi-V.R       | Marcus Ericsson      | DAY 6  | SEB   | LBH   | LGA   | MOH    | BEL   | WGL   | MOS    | ELK   | ATL   |       | 23° | 275   | 4°  | 3191  |
| 2022 | DPi       | Cadillac DPi-V.R       | Neel Jani            | DAY    | SEB 1 | LBH   | LGA   | MOH    | BEL   | WGL   | MOS    | ELK   | ATL   |       | 19° | 378   | 4°  | 3191  |
| 2023 | GTP       | Cadillac V-Series.R    | Sébastien Bourdais   | DAY 3  | SEB 7 | LBH 8 | LGA 1 | WGL 5  | MOS 9 | ELK 4 | IMS 7  | ATL 2 |       |       | 7°  | 2673  | 7°  | 2673  |
| 2023 | GTP       | Cadillac V-Series.R    | Renger van der Zande | DAY 3  | SEB 7 | LBH 8 | LGA 1 | WGL 5  | MOS 9 | ELK 4 | IMS 7  | ATL 2 |       |       | 7°  | 2673  | 7°  | 2673  |
| 2023 | GTP       | Cadillac V-Series.R    | Scott Dixon          | DAY 3  | SEB 7 | LBH   | LGA   | WGL    | MOS   | ELK   | IMS    | ATL 2 |       |       | 12° | 972   | 7°  | 2673  |
| 2023 | GTP       | Cadillac V-Series.R    | Earl Bamber          | DAY 4  | SEB   | LBH   | LGA   | WGL    | MOS   | ELK   | IMS    | ATL   |       |       | 21° | 306   | 11° | 306   |
| 2023 | GTP       | Cadillac V-Series.R    | Alex Lynn            | DAY 4  | SEB   | LBH   | LGA   | WGL    | MOS   | ELK   | IMS    | ATL   |       |       | 21° | 306   | 11° | 306   |
| 2023 | GTP       | Cadillac V-Series.R    | Richard Westbrook    | DAY 4  | SEB   | LBH   | LGA   | WGL    | MOS   | ELK   | IMS    | ATL   |       |       | 21° | 306   | 11° | 306   |
| 2024 | GTP       | Cadillac V-Series.R    | Sébastien Bourdais   | DAY 10 | SEB 2 | LBH 1 | LGA 5 | DET 3  | WGL 2 | ELK 9 | IMS 6  | ATL 1 |       |       | 3°  | 2864  | 3°  | 2864  |
| 2024 | GTP       | Cadillac V-Series.R    | Renger van der Zande | DAY 10 | SEB 2 | LBH 1 | LGA 5 | DET 3  | WGL 2 | ELK 9 | IMS 6  | ATL 1 |       |       | 3°  | 2864  | 3°  | 2864  |
| 2024 | GTP       | Cadillac V-Series.R    | Scott Dixon          | DAY 10 | SEB 2 | LBH   | LGA   | DET    | WGL   | ELK   | IMS    | ATL 1 |       |       | 17° | 972   | 3°  | 2864  |
| 2024 | GTP       | Cadillac V-Series.R    | Álex Palou           | DAY 10 | SEB   | LBH   | LGA   | DET    | WGL   | ELK   | IMS    | ATL   |       |       | 34° | 242   |     |       |

### Campionato del mondo endurance
| Anno      | Classe    | Vettura             | Pilota             | 1       | 2       | 3       | 4      | 5      | 6      | 7       | 8     | 9     | PP  | Punti | PC | Punti |
| --------- | --------- | ------------------- | ------------------ | ------- | ------- | ------- | ------ | ------ | ------ | ------- | ----- | ----- | --- | ----- | -- | ----- |
| 2016      | LMGTE Pro | Ford GT             | Harry Tincknell    | SIL 4   | SPA 2   | LMS 10  | NÜR 12 | MES 5  | CDA 4  | FUJ 1   | SHA 1 | BHR 4 | 5°  | 117,5 | 3° | 241,5 |
| 2016      | LMGTE Pro | Ford GT             | Andy Priaulx       | SIL 4   | SPA 2   | LMS 10  | NÜR 12 | MES 5  | CDA 4  | FUJ 1   | SHA 1 | BHR 4 | 5°  | 117,5 | 3° | 241,5 |
| 2016      | LMGTE Pro | Ford GT             | Marino Franchitti  | SIL 4   | SPA 2   | LMS 10  | NÜR 12 | MES 5  | CDA 4  | FUJ     | SHA   | BHR   | 13° | 54,5  | 3° | 241,5 |
| 2016      | LMGTE Pro | Ford GT             | Stefan Mücke       | SIL 5   | SPA Rit | LMS 1   | NÜR 4  | MES 11 | CDA 13 | FUJ 2   | SHA 2 | BHR 6 | 4°  | 118   | 3° | 241,5 |
| 2016      | LMGTE Pro | Ford GT             | Olivier Pla        | SIL 5   | SPA Rit | LMS 1   | NÜR 4  | MES 11 | CDA 13 | FUJ 2   | SHA 2 | BHR 6 | 4°  | 118   | 3° | 241,5 |
| 2016      | LMGTE Pro | Ford GT             | Billy Johnson      | SIL 5   | SPA Rit | LMS 1   | NÜR    | MES    | CDA    | FUJ     | SHA   | BHR   | 9°  | 60    | 3° | 241,5 |
| 2017      | LMGTE Pro | Ford GT             | Harry Tincknell    | SIL 1   | SPA 4   | LMS 2   | NÜR 5  | MES 4  | CDA 7  | FUJ 13  | SHA 1 | BHR 3 | 3°  | 142,5 | 2° | 237,5 |
| 2017      | LMGTE Pro | Ford GT             | Andy Priaulx       | SIL 1   | SPA 4   | LMS 2   | NÜR 5  | MES 4  | CDA 7  | FUJ 13  | SHA 1 | BHR 3 | 3°  | 142,5 | 2° | 237,5 |
| 2017      | LMGTE Pro | Ford GT             | Pipo Derani        | SIL 1   | SPA 4   | LMS 2   | NÜR    | MES    | CDA    | FUJ     | SHA   | BHR   | 10° | 74    | 2° | 237,5 |
| 2017      | LMGTE Pro | Ford GT             | Stefan Mücke       | SIL 4   | SPA 3   | LMS 6   | NÜR 6  | MES 7  | CDA 8  | FUJ 4   | SHA 4 | BHR 5 | 8°  | 95    | 2° | 237,5 |
| 2017      | LMGTE Pro | Ford GT             | Olivier Pla        | SIL 4   | SPA 3   | LMS 6   | NÜR 6  | MES 7  | CDA 8  | FUJ 4   | SHA 4 | BHR 5 | 8°  | 95    | 2° | 237,5 |
| 2017      | LMGTE Pro | Ford GT             | Billy Johnson      | SIL 4   | SPA 3   | LMS 6   | NÜR    | MES    | CDA    | FUJ     | SHA   | BHR   | 12° | 43    | 2° | 237,5 |
| 2018-2019 | LMGTE Pro | Ford GT             | Harry Tincknell    | SPA Rit | LMS 12  | SIL 2   | FUJ 3  | SHA 9  | SEB 3  | SPA 5   | LMS 3 |       | 4°  | 90    | 1° | 178   |
| 2018-2019 | LMGTE Pro | Ford GT             | Andy Priaulx       | SPA Rit | LMS 12  | SIL 2   | FUJ 3  | SHA 9  | SEB 3  | SPA 5   | LMS 3 |       | 4°  | 90    | 1° | 178   |
| 2018-2019 | LMGTE Pro | Ford GT             | Tony Kanaan        | SPA Rit | LMS 12  | SIL     | FUJ    | SHA    | SEB    | SPA     | LMS   |       | 38° | 2     | 1° | 178   |
| 2018-2019 | LMGTE Pro | Ford GT             | Jonathan Bomarito  | SPA     | LMS     | SIL     | FUJ    | SHA    | SEB 3  | SPA     | LMS 3 |       | 15° | 42    | 1° | 178   |
| 2018-2019 | LMGTE Pro | Ford GT             | Stefan Mücke       | SPA 1   | LMS 3   | SIL 6   | FUJ 8  | SHA 7  | SEB 18 | SPA 10  | LMS 4 |       | 5°  | 88    | 1° | 178   |
| 2018-2019 | LMGTE Pro | Ford GT             | Olivier Pla        | SPA 1   | LMS 3   | SIL 6   | FUJ 8  | SHA 7  | SEB 18 | SPA 10  | LMS 4 |       | 5°  | 88    | 1° | 178   |
| 2018-2019 | LMGTE Pro | Ford GT             | Billy Johnson      | SPA 1   | LMS 3   | SIL     | FUJ    | SHA    | SEB 18 | SPA     | LMS 4 |       | 7°  | 67    | 1° | 178   |
| 2023      | Hypercar  | Cadillac V-Series.R | Earl Bamber        | SEB 4   | POR 4   | SPA 5   | LMS 3  | MNZ 10 | FUJ 10 | BHR 11  |       |       | 5°  | 72    | 4° | 79    |
| 2023      | Hypercar  | Cadillac V-Series.R | Alex Lynn          | SEB 4   | POR 4   | SPA 5   | LMS 3  | MNZ 10 | FUJ 10 | BHR 11  |       |       | 5°  | 72    | 4° | 79    |
| 2023      | Hypercar  | Cadillac V-Series.R | Richard Westbrook  | SEB 4   | POR 4   | SPA 5   | LMS 3  | MNZ 10 | FUJ 10 | BHR 11  |       |       | 5°  | 72    | 4° | 79    |
| 2024      | Hypercar  | Cadillac V-Series.R | Earl Bamber        | QAT SQ  | ITA 10  | SPA Rit | LMS 7  | SAN 13 | CDA 4  | FUJ Rit | BHR 6 |       | 15° | 38    | 7° | 42    |
| 2024      | Hypercar  | Cadillac V-Series.R | Alex Lynn          | QAT SQ  | ITA 10  | SPA Rit | LMS 7  | SAN 13 | CDA 4  | FUJ Rit | BHR 6 |       | 20° | 26    | 7° | 42    |
| 2024      | Hypercar  | Cadillac V-Series.R | Sébastien Bourdais | QAT SQ  | ITA     | SPA     | LMS    | SAN    | CDA    | FUJ     | BHR 6 |       | 25° | 12    | 7° | 42    |
| 2024      | Hypercar  | Cadillac V-Series.R | Álex Palou         | QAT     | ITA     | SPA     | LMS 7  | SAN    | CDA    | FUJ     | BHR   |       | 26° | 12    | 7° | 42    |

## Vittorie
Dal 1990 (anno di esordio) al 2007, questa squadra ha vinto in totale 89 gare, di cui:
- 40 in CART-Champ Car
- 16 in Indy Racing League
- 15 in Grand-Am
- 6 in NASCAR Cup Series
- 6 in NASCAR Xfinity Series
- 6 in ARCA RE/MAX Series

## Vittorie per pilota

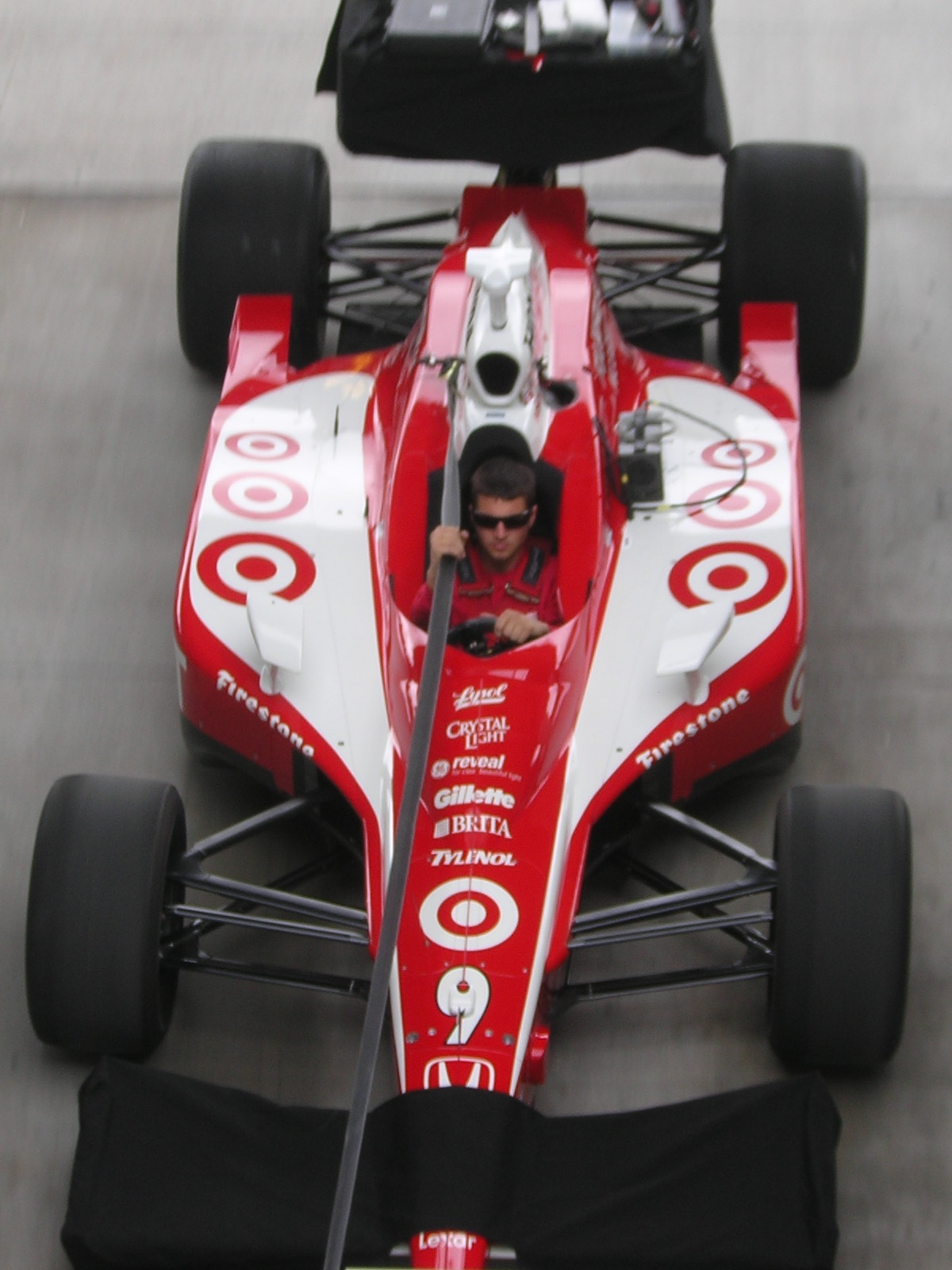
Una vettura di Indy Racing League del team Ganassi con la tipica livrea rossa dello sponsor Target

- Zanardi 15
- Montoya 14
- Pruett 14
- Dixon 14
- Vasser 9
- Diaz 8
- Wheldon 5
- Mears 5
- Marlin 4
- Papis 4
- Sorensen 4
- Junqueira 3
- Andretti 2
- McMurray 2
- Clauson 1
- Rojas 1
- Lagasse Jr. 1
- Ward 1
- Bräck 1
- Duran 1

## Piloti CART
- Eddie Cheever (1990-1992)
- Arie Luyendyk (1992-1993, 1997)
- Robby Gordon (1992)
- Didier Theys (1992)
- Michael Andretti (1994)
- Maurício Gugelmin (1994)
- Bryan Herta (1995)
- Mike Groff (1995)
- Jimmy Vasser (1995-2000)
- Alex Zanardi (1996-1998)
- Juan Pablo Montoya (1999-2000)
- Nicolas Minassian (2001)
- Memo Gidley (2001)
- Bruno Junqueira (2001-2002)
- Kenny Bräck (2002)
- Scott Dixon (2002)

## Piloti IndyCar
Piloti attuali
- 8  Kyffin Simpson
- 9  Scott Dixon
- 10  Álex Palou

Piloti passati

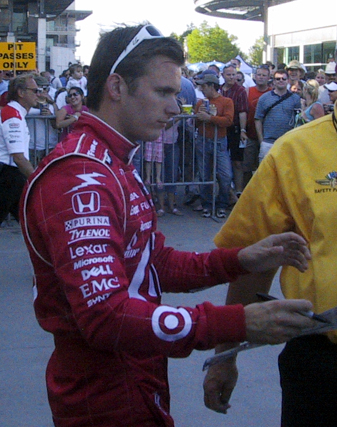
Dan Wheldon, pilota ufficiale del team Ganassi nel campionato IndyCar dal 2006 al 2008

- Juan Pablo Montoya (2000)
- Jimmy Vasser (2000-2001)
- Tony Stewart (2001)
- Nicolas Minassian (2001)
- Bruno Junqueira (2001-2002)
- Jeff Ward (2002)
- Kenny Bräck (2002)
- Scott Dixon (2003-presente)
- Tomas Scheckter (2003)
- Darren Manning (2004-2005)
- Ryan Briscoe (2005, 2013-2014)
- Jaques Lazier (2005)
- Giorgio Pantano (2005)
- Dan Wheldon (2006-2008)
- Dario Franchitti (2008-2013)
- Graham Rahal (2011-2012)
- Charlie Kimball (2011-2017)
- Alex Tagliani (2013)
- Tony Kanaan (2014-2017, 2021-2022)
- Sage Karam (2015)
- Sebastián Saavedra (2015)
- Max Chilton (2016-2017)
- Ed Jones (2018)
- Felix Rosenqvist (2019-2020)
- Marcus Ericsson (2020-2023)
- Jimmie Johnson (2021-2022)
- Álex Palou (2021-presente)
- Marcus Armstrong (2023-2024)
- Takuma Sato (2023)
- Linus Lundqvist (2024)
- Kyffin Simpson (2024-presente)